# Sarasvati Bhavana Granthamala
 (signalé en juillet 2025).
Si vous disposez d'ouvrages ou d'articles de référence ou si vous connaissez des sites web de qualité traitant du thème abordé ici, merci de compléter l'article en donnant les références utiles à sa vérifiabilité et en les liant à la section « Notes et références ».
- Archive Wikiwix
- Bing
- Cairn
- DuckDuckGo
- E. Universalis
- Gallica
- Google
- G. Books
- G. News
- G. Scholar
- Persée
- Qwant
- (zh) Baidu
- (ru) Yandex
- (wd) trouver des œuvres sur Wikidata

Le Sārasvati Bhavana Granthamala est une série de textes en sanskrit. Leur publication commença en 1920, sous l'égide de la Government Sanskrit Library, et du Sanskrit College de Benares sous le titre anglais de The Princess of Wales Sārasvati Bhavana Texts (en hommage à la princesse de Galles Mary de Teck, devenue Reine du Royaume-Uni et des dominions britanniques, impératrice des Indes en 1910).
Ce projet de publication fut accepté à la demande de Sir Buller, directeur éducatif des Provinces Unies sous la régence britannique en Inde.

## Histoire
Les textes du Sārasvati Bhavan sont publiés depuis 1920 par le Government Sanskrit College de Benares. Cet établissement fusionne en 1958 avec l'Université Sampurnanand de Sanskrit, qui fonde un institut de recherche pour l'édition, la publication et les études et recherches comparatives.
Le directeur de l'institut était l'éditeur de toutes les publications et recherches effectuées à l'université. Après l'indépendance de l'Inde, l'évocation de la princesse de Galles a été retirée du Sārasvati Bhavana et l’œuvre a dès lors été traduite sous le nom de « Sārasvati Bhavana Granthamala » ; la série est composée de 150 ouvrages.

## Activités récentes
Des transcriptions en devanāgarī sont faites, lorsqu'il n'est pas possible de se procurer les manuscrits originaux. De telles transcriptions sont aussi réalisées et trouvables dans d'autres bibliothèques telles que les Manuscrits shivaïtes de Pondichéry, the Adyar Library and Research Centre (Madras), the Oriental Research Institute & Manuscripts Library (Trivandrum), the Government Oriental Manuscripts Library (Madras), the Oriental Research Institute of Baroda (Baroda), the Saraswathi Mahal Library (Tanjavûr).